# Sobolivka, Dzerjînsk
Sobolivka (în ucraineană Соболівка) este localitatea de reședință a comunei Sobolivka din raionul Dzerjînsk, regiunea Jîtomîr, Ucraina.

## Demografie
Componența lingvistică a localității Sobolivka
     Ucraineană (99,68%)
     Alte limbi (0,32%)
Conform recensământului din 2001, majoritatea populației localității Sobolivka era vorbitoare de ucraineană (99,68%), existând în minoritate și vorbitori de alte limbi.